# Iduna opaca
Iduna opaca (лат.) — вид воробьиных птиц семейства камышовковых (Acrocephalidae).

## Распространение
Гнездятся в Иберии и на севере Африки. Зимуют в Африке южнее Сахары. Изредка регистрируются залеты в северную часть Европы.
В юго-восточной части Марокко встречаются в основном во время пролета, хотя могут также и размножаться где-то в областях с густыми зарослями.

## Описание
Длина тела 13,5-15 см, вес 9-17 г. У этих птиц довольно длинный хвост и сильные ноги.

## Биология

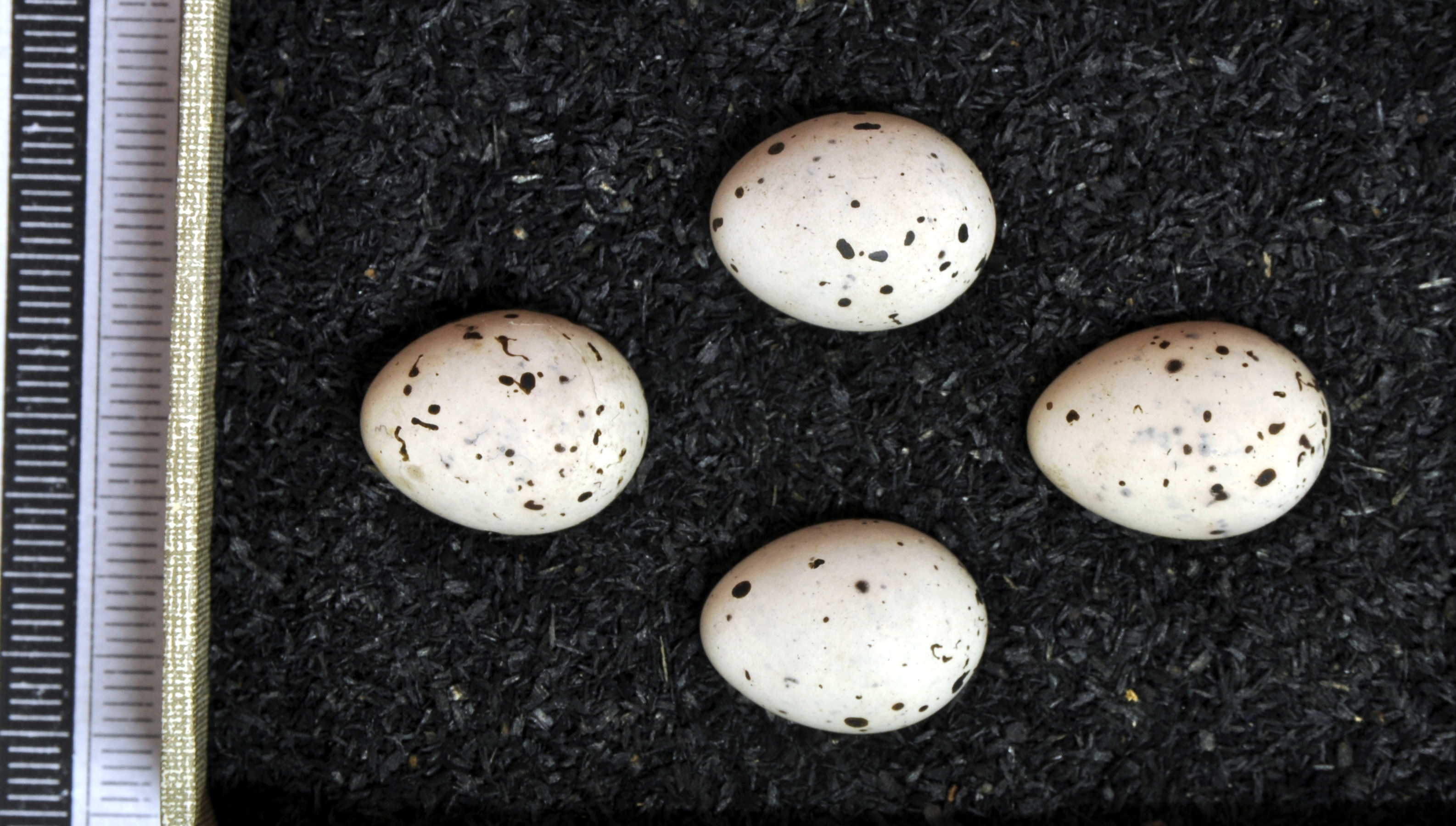
Коллекция яиц (Музей Висбадена)

Рацион состоит в основном из насекомых и пауков. В кладке 2-3 яйца.

## Охранный статус
МСОП присвоил виду охранный статус LC.